# Sarah Hadland
Sarah Catherine Hadland (* 20. Februar 1971 in London, Vereinigtes Königreich) ist eine englische Schauspielerin, in Deutschland vor allem durch die Rolle der Stevie Sutton in der BBC-Sitcom Miranda bekannt.

## Frühes Leben und Bildung
Sarah Hadland ist in London geboren und trainierte das Tanzen seit sie drei Jahre alt ist. Während ihrer Schulzeit an der Wilmslow High School in Cheshire, bekam sie einen Einblick ins menschliche Beatboxing und ins Amateurtheater, ins Wilmslow. Nach der Ausbildung am Laine Theatre Arts College in Epsom war sie Teil des Cast verschiedener Musicals wie Cats und Grease im West End Theatre im Londoner Stadtteil West End.
Nach sechs Jahren schied sie aus der Besetzung aus und wechselte zu Theatern ohne feste Bühnen (touring theatre), wo sie unter anderem Teil der Besetzung von Wer hat Angst vor Virginia Woolf? wurde. In dieser Zeit begann sie Sprechrollen für Werbung und verschiedene Softwares wie PlayStation 2.

## Karriere
Ihre Fernsehkarriere begann Hadland mit Nebenrollen in den Fernsehserien Bad Girls und The Bill, später war sie in größeren Rollen in Green Wing und Broken News zu sehen. Es folgten erste Filmrollen in Confetti, Learners und Magicians.
Bekanntheit erlangte sie vor allem durch die Rolle der Stevie Sutton in der britischen Sitcom Miranda, an der Seite von Miranda Hart. Zuvor war sie bereits als Teil des Radiocast in Miranda Hart's Joke Shop zu hören, auf dem die Fernsehserie basiert.
Weitere Rollen hatte sie in Bleak Expectations (fürs Radio) und in Waterloo Road, Horrible Histories sowie The Job Lot (fürs Fernsehen).

## Filmografie

### Film
- 1998: Basils Liebe
- 1999: Julie and the Cadilacs
- 2006: Confetti
- 2007: Magicians
- 2008: James Bond 007: Ein Quantum Trost
- 2010: Verlobung auf Umwegen
- 2012: Now Is Good – Jeder Moment zählt (Now Is Good)
- 2013: Burton & Taylor
- 2019: Royal Corgi – Der Liebling der Queen (The Queen’s Corgi)

### Fernsehen
- 1994: A Dark-Adapted Eye
- 1998: Bob and Margaret
- 2002: Bad Girls
- 2002: Daddy's Girl
- 2002, 2004: The Bill
- 2002, 2006: Doctors
- 2003: Sweet Medicine
- 2004: Casualty (Fernsehserie, 1 Folge)
- 2004: Peep Show
- 2005: Man Stroke Woman
- 2005: Heatwave
- 2005: Beethoven
- 2005: Mile High
- 2005: Borken News
- 2006: Green Wing
- 2006: Saxondale
- 2007: Supernormal
- 2007: Learners
- 2007: The IT Crowd
- 2008: Love Soup
- 2008: Beautiful People
- 2008: After You've Gone
- 2008–2009: Moving Wallpaper
- 2008–2010: That Mitchell and Webb Look
- 2009–2013: Horrible Histories
- 2009–2014: Miranda
- 2010: How Not to Live Your Life
- 2011–2012: Waterloo Road
- 2011–2012: The Jury
- 2011–2012: The Bleak Old Shop of Stuff
- 2013–2015: The Job Lot

### Synchronsprecherin
- 2005: Feuerwehrmann Sam
- 2010: Professor Layton und die ewige Diva

### Theater
- Cats
- Die Zeit und die Conways
- Grease
- Wer hat Angst vor Virginia Woolf?

### Radio
- Mr and Mrs Smith
- That Mitchell and Webb Sound
- Edge Falls
- Miranda Hart's Joke Shop
- Bleak Expectations
- 20 Cigarettes

### Videospiele
- Fable
- Dragon Quest: Die Reise des verwunschenen Königs
- Buzz! The Music Quiz
- Medieval 2: Total War
- Overlord II
- Everybody's Golf: World Tour
- LittleBigPlanet PS Vita